# Ahidous

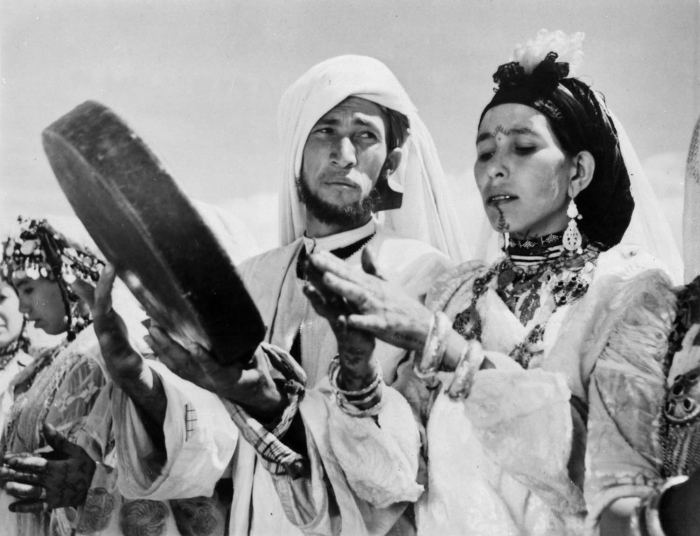
Un Ahidous del 1955

L’ahidous (in berbero: ⴰⵃⵉⴷⵓⵙ, aḥidus) è una danza tradizionale praticata dalle tribù berbere del medio e Alto Atlante, in cui uomini e donne, affiancati gomito a gomito, formano linee morbide e ondeggianti, accompagnandosi con canti (in berbero izli, plurale izlan) al ritmo del bendir.

## Descrizione
L'ahidous è noto per essere una delle più popolari forme di intrattenimento dei berberi del Marocco centrale, di cui costituisce il mezzo di espressione più completo e vivo. Lo si danza in ogni occasione festiva, in particolare nelle feste principali, alla fine della Festa del sacrificio (Eid al-Adha) e nei giorni delle nozze; inoltre, d'estate, dopo la mietitura, quasi tutte le sere nei villaggi.
I danzatori si dispongono in cerchio, a semicerchio, o su due file che si fronteggiano, solo uomini, solo donne o uomini e donne alternati, molto stretti, spalla a spalla, formando un unico blocco. La danza è ritmata con un tamburello e col battito delle mani. I movimenti sono collettivi; è un calpestio, un fremito che si propaga, intervallato da ampie ondulazioni, come colpi di vento sulle messi.
Per la disinvoltura e l'immagine d'insieme dei danzatori, l'ahidous testimonia un senso del ritmo rimarchevole. Tuttavia, anche se tutti fanno quasi sempre gli stessi gesti allo stesso tempo, l'ahidous presenta soprattutto un insieme di contrapposizioni, e in questo senso è considerato molto caratteristico della mentalità berbera.
La danza ahwash che si pratica presso gli chleuh dell'Atlante occidentale è già molto diversa.

## Galleria d'immagini

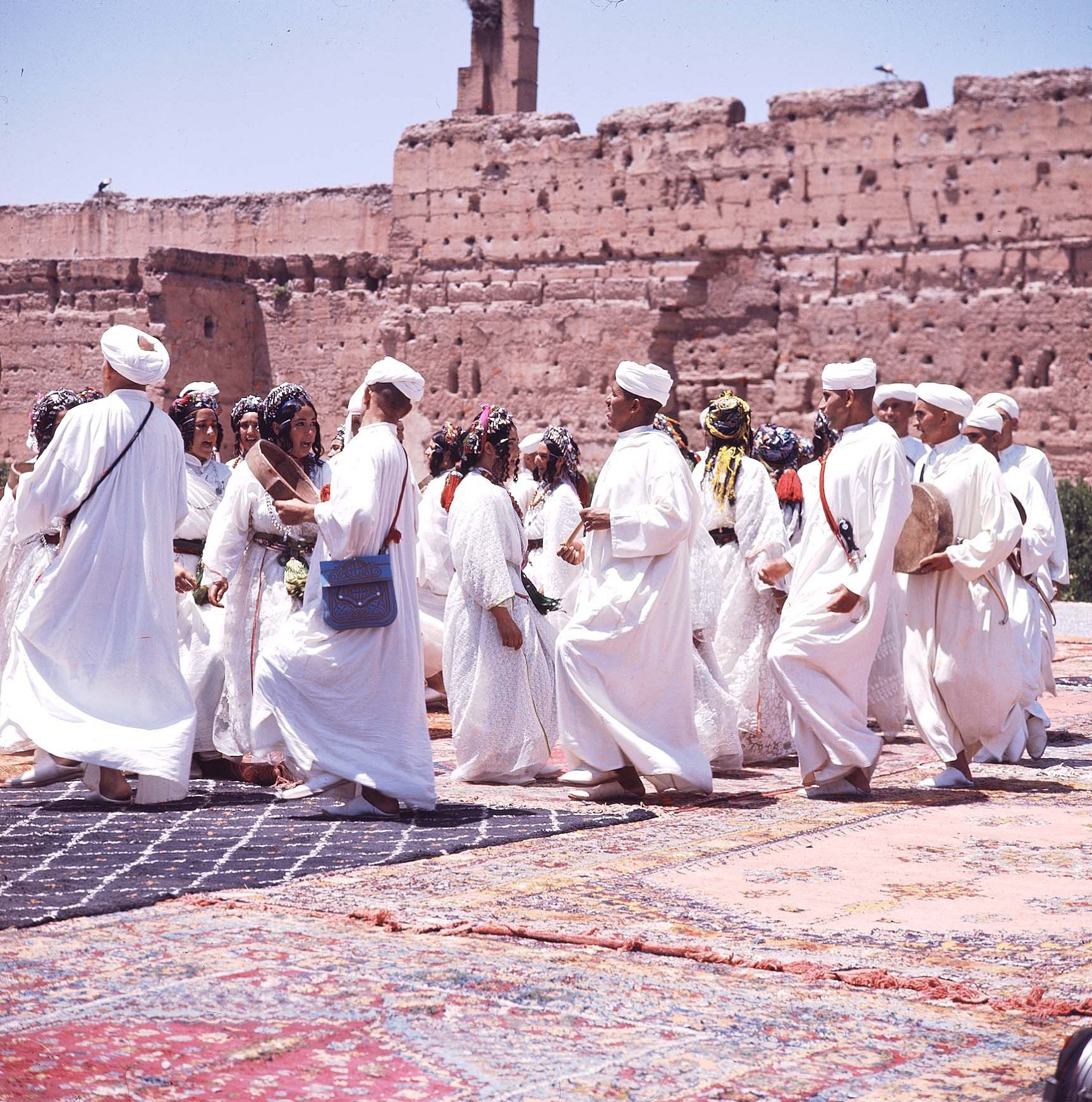
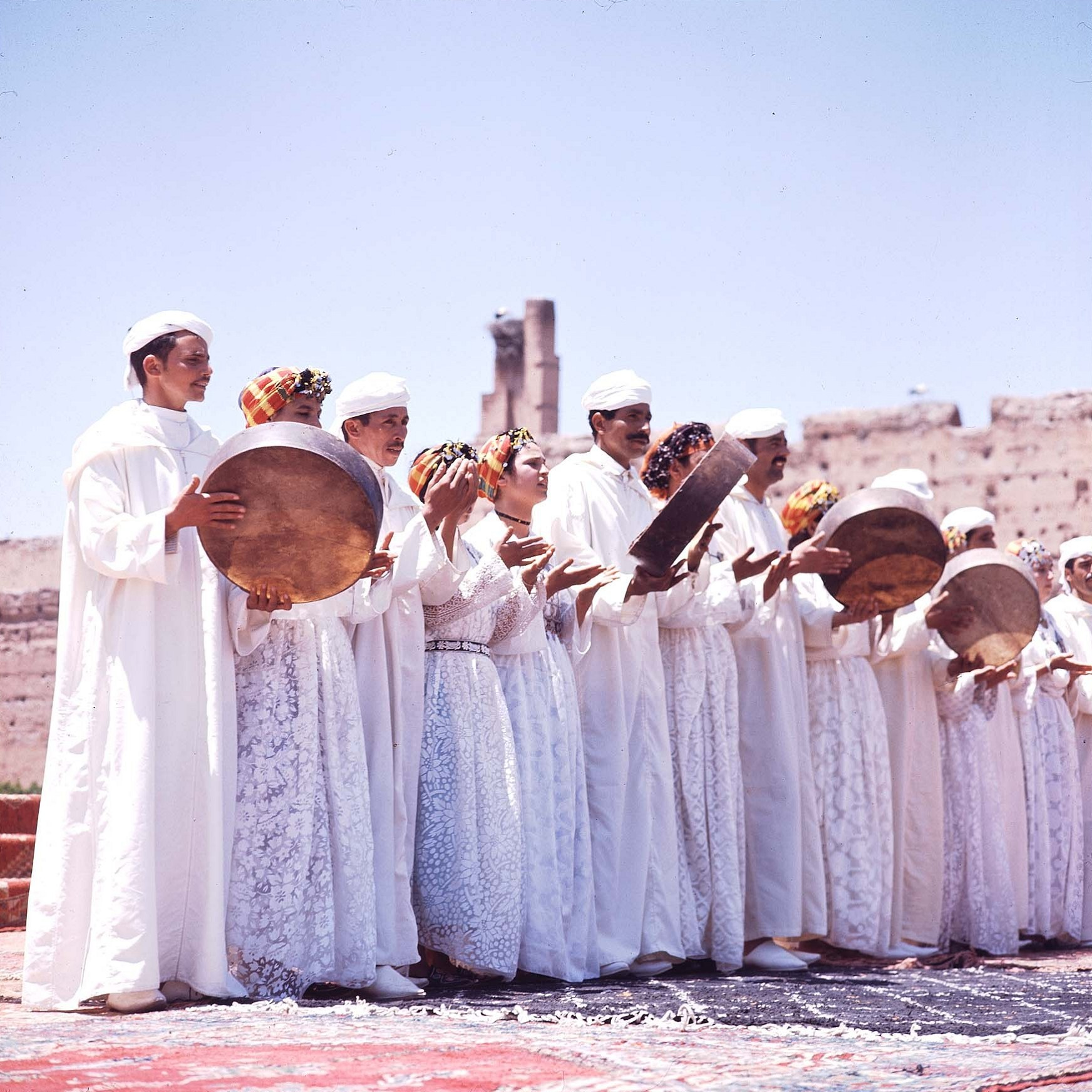